# United Africa Tigers
United Africa Tigers – namibijski klub piłkarski grający w namibijskiej pierwszej lidze, mający siedzibę w mieście Windhuk.

## Sukcesy
- I liga[1]:
  - mistrzostwo (2): 1985, 2015/2016

- Puchar Namibii[2]:
  - zwycięstwo (3): 1995, 1996, 2015
  - finał (5): 1994, 1998, 1999, 2002, 2003

## Występy w afrykańskich pucharach
| Sezon | Rozgrywki                 | Runda   | Kraj     | Klub                    | Dom | Wyjazd | Dwumecz      |
| ----- | ------------------------- | ------- | -------- | ----------------------- | --- | ------ | ------------ |
| 1996  | Puchar Zdobywców Pucharów | wstępna | Lesotho  | Real Rovers FC          | 1–2 | 2–1    | 3–3 (k. 4–1) |
| 1996  | Puchar Zdobywców Pucharów | 1       | Zambia   | Zamsure FC              | –   | –      | –            |
| 1996  | Puchar Zdobywców Pucharów | 2       | Zair     | AC Sodigraf             | 0–3 | 0–7    | 0–10         |
| 1996  | Puchar Zdobywców Pucharów | wstępna | Eswatini | Eleven Men in Flight FC | 1–1 | 0–0    | 1–1          |

## Stadion
Domowe mecze klub rozgrywa na stadionie o nazwie Sam Nujoma Stadium w Windhuku, który może pomieścić 12300 widzów.

## Reprezentanci kraju grający w klubie od 2000 roku
Stan na styczeń 2023.
| - Nelson Akwenye - Kennedy Amutenya - Frans Ananias - Da Costa Angula - Edward Asino - Jeremias Baisako - Bryan Bantam - Eusebio Fredericks - Ananias Gebhardt - Victor Helu - Absalom Iimbondi - Gustav Isaak - Pinehas Jacob - Johannes Jantze - Lawrence Bobby Kaapama - Joslin Kamatuka - Ferdinand Karongee - Johannes Kasibu - Roger Katjiteo - Muna Katupose - Treasure Kauapirura - Lloyd Kazapua - Manfred Kazondume - Ace Komeya | - Athiel Mbaha - Mapenzi Muwanei - Willem Mwedihanga - Panduleni Nekundi - Benjamin Nenkavu - Steven Sabatha - Jonas Sakaria - Dokkies Schmidt - Abraham Shatimuene - Benson Shilongo - Tangeni Shipahu - Llewelyn Stanley - Razundara Tjikuzu - Tugela Tuyeni - Dixon Thomas Witbeen - Bonny Uirab - Charles Uirab - Terdius Uiseb - Bradley Wermann - George Nyirenda - Lubigisa Madata - Tinashe Masika - Mtshumayeli Moyo |